# Narcótico
O termo narcótico (do grego: νάρκωσις, "estupefação", "torpor") refere-se a uma variedade de substâncias que fazem adormecer e reduzem ou eliminam a sensibilidade (chama-se a esse estado narcose). Em medicina, o termo designa apenas o ópio, os derivados do ópio e os seus substitutos sintéticos ou semi-sintéticos (opioides ou opiáceos), usados como anestésicos.
Em termos legais, narcótico é qualquer tipo de droga cujo uso é proibido ou permitido somente com prescrição médica - tais como heroína, codeína, morfina e tramadol.
A morfina é a droga padrão para aliviar a dor, sendo portanto usada na avaliação das outras drogas narcóticas. Drogas naturais e sintéticas semelhantes à morfina são largamente empregadas tanto contra dores agudas de curta duração — resultantes de cirurgias, fraturas, queimaduras, etc — como contra dores persistentes — nos casos de pacientes terminais de câncer, por exemplo. Narcóticos deprimem o sistema nervoso central e produzem assim sonolência e acentuada redução na sensibilidade à dor. Como efeitos colaterais, produzem náusea e vômitos, prisão de ventre, coceira, rubor, contração das pupilas e depressão respiratória.
Outras substâncias, embora possam ser legalmente referidas como narcóticos são, do ponto de vista técnico farmacológico, completamente diferentes das derivadas do ópio. A cocaína, por exemplo, produzida a partir da folha de coca não é um narcótico mas um estimulante do sistema nervoso central.

## No Brasil
No Brasil, a manufatura e a distribuição de opiáceos medicinais são estritamente controladas pelo governo federal. Legalmente, esses produtos são disponíveis apenas para uso médico. Os distribuidores dessas drogas são registrados nos órgãos federais e devem cumprir com os regulamentos quanto à guarda segura do narcótico.